# Atletica leggera ai Giochi della XVII Olimpiade - Lancio del martello

Video della Finale (commento in inglese; filmato in B/N)

La competizione del lancio del martello di atletica leggera ai Giochi della XVII Olimpiade si è disputata nei giorni 2 e 3 settembre 1960 allo Stadio Olimpico di Roma.

## L'eccellenza mondiale
| Campione olimpico 1956   | 63,19      | Harold Connolly | Presente |
| Campione europeo 1958    | 64,78      | Tadeusz Rut     | Presente |
| Primatista mondiale      | 70,33 1960 | Harold Connolly | Presente |
| Vincitore dei Trials USA | 65,41      | Albert Hall     | Presente |

## Risultati

### Turno eliminatorio
Qualificazione60,00 m
Quindici atleti ottengono la misura richiesta.
| Pos. | Atleta                 | Nazione          | Lanci | Lanci | Lanci | Misura |
| Pos. | Atleta                 | Nazione          | 1°    | 2°    | 3°    | Misura |
| ---- | ---------------------- | ---------------- | ----- | ----- | ----- | ------ |
| 1    | Vasilij Rudenkov       | Unione Sovietica | 67,03 | -     | -     | 67,03  |
| 2    | Gyula Zsivótzky        | Ungheria         | 64,80 | -     | -     | 64,80  |
| 3    | Anatolij Samocvetov    | Unione Sovietica | 64,67 | -     | -     | 64,67  |
| 4    | Michael John Ellis     | Gran Bretagna    | 63,21 | -     | -     | 63,21  |
| 5    | Harold Connolly        | Stati Uniti      | 63,02 | -     | -     | 63,02  |
| 6    | Heinrich Thun          | Austria          | 62,73 | -     | -     | 62,73  |
| 7    | John Francis Lawlor    | Irlanda          | n     | 62,10 | -     | 62,10  |
| 8    | Noboru Okamoto         | Giappone         | n     | n     | 61,95 | 61,95  |
| 9    | Sverre Strandli        | Norvegia         | 58,67 | 61,41 | -     | 61,41  |
| 10   | Zvonko Bezjak          | Jugoslavia       | 60,90 | -     | -     | 60,90  |
| 11   | Muhammad Iqbal         | Pakistan         | 57,84 | 60,86 | -     | 60,86  |
| 12   | Al Hall                | Stati Uniti      | 57,43 | n     | 60,76 | 60,76  |
| 13   | Tadeusz Rut            | Polonia          | 60,73 | -     | -     | 60,73  |
| 14   | Olgierd Ciepły         | Polonia          | 60,61 | -     | -     | 60,61  |
| 15   | Jurij Nikulin          | Unione Sovietica | 60,40 | -     | -     | 60,40  |
| 16   | Claus Peter            | Germania         | n     | 59,83 | n     | 59,83  |
| 17   | Guy Husson             | Francia          | 59,31 | n     | 59,83 | 59,83  |
| 18   | József Csermák         | Ungheria         | n     | n     | 59,72 | 59,72  |
| 19   | Ed Bagdonas            | Stati Uniti      | n     | 59,48 | n     | 59,48  |
| 20   | Manfred Losch          | Germania         | n     | 58,85 | 59,38 | 59,38  |
| 21   | Takeo Sugawara         | Giappone         | 58,40 | 59,32 | 57,66 | 59,32  |
| 22   | Hansruedi Jost         | Svizzera         | 55,09 | 57,07 | 59,12 | 59,12  |
| 23   | Siegfried Lorenz       | Germania         | n     | 59,06 | n     | 59,06  |
| 24   | Birger Asplund         | Svezia           | 57,27 | n     | n     | 57,27  |
| 25   | Krešo Račić            | Jugoslavia       | 57,27 | n     | n     | 57,27  |
| 26   | José Luis Falcón       | Spagna           | 51,56 | 57,24 | n     | 57,24  |
| 27   | Andreas Kouvelogiannis | Grecia           | 53,43 | n     | 55,18 | 55,18  |
| 28   | Eduardo Albuquerque    | Portogallo       | 53,26 | 54,31 | 54,92 | 54,92  |

### Finale
In qualificazione Vasili Rudenkov (URSS) stabilisce il nuovo record olimpico con un lancio a 67,03.

Rudenkov parte bene anche in finale ed è in testa dopo il primo turno con 65,60. Al secondo lancio è superato di 4 cm dal campione europeo Rut. Il sovietico ribadisce subito la sua superiorità con 67,10 al terzo turno: è il nuovo record olimpico. Rut invece non si migliora: un nullo, cui seguiranno due lanci inferiori ai 65 metri. La vittoria va al sovietico. Si inserisce nella lotta per il podio l'ungherese Zsivotzky, che al quarto turno sale a 65,79, cogliendo la medaglia d'argento.

Deludono gli americani: Harold Connolly, che poco prima dei Giochi ha sfondato per primo il muro dei 70 metri, finisce solo all'ottavo posto con 63,59. Fa peggio di lui il vincitore dei Trials, Hall: 14° con 59,76.
La vittoria di Rudenkov apre il ciclo di successi russi nella specialità, che negli anni successivi sarà terra di conquista per la scuola sovietica.
| Pos.    | Atleta              | Età | Nazione          | Lanci | Lanci | Lanci | Lanci           | Lanci           | Lanci           | Misura |
| Pos.    | Atleta              | Età | Nazione          | 1°    | 2°    | 3°    | 4°              | 5°              | 6°              | Misura |
| ------- | ------------------- | --- | ---------------- | ----- | ----- | ----- | --------------- | --------------- | --------------- | ------ |
| Oro     | Vasilij Rudenkov    | 29  | Unione Sovietica | 65,60 | 64,98 | 67,10 | 66,62           | 64,58           | 66,23           | 67,10  |
| Argento | Gyula Zsivótzky     | 23  | Ungheria         | 60,83 | 63,83 | 64,87 | 65,79           | n               | 65,11           | 65,79  |
| Bronzo  | Tadeusz Rut         | 29  | Polonia          | 64,51 | 65,64 | 64,95 | n               | 64,85           | 63,54           | 65,64  |
| 4       | John Francis Lawlor | 26  | Irlanda          | n     | 62,59 | 64,09 | 64,95           | n               | n               | 64,95  |
| 5       | Olgierd Ciepły      | 24  | Polonia          | 60,03 | 64,07 | 62,27 | 64,57           | 62,48           |                 | 64,57  |
| 6       | Zvonko Bezjak       | 25  | Jugoslavia       | 61,96 | 64,21 | 63,54 | 63,95           | 62,86           | n               | 64,21  |
| 7       | Anatolij Samocvetov | 28  | Unione Sovietica | n     | 63,60 | n     | Non qualificati | Non qualificati | Non qualificati | 63,60  |
| 8       | Harold Connolly     | 29  | Stati Uniti      | 63,05 | 62,57 | 63,59 | Non qualificati | Non qualificati | Non qualificati | 63,59  |
| 9       | Heinrich Thun       | 22  | Austria          | 62,23 | n     | 63,53 | Non qualificati | Non qualificati | Non qualificati | 63,53  |
| 10      | Jurij Nikulin       | 29  | Unione Sovietica | 61,56 | 63,10 | 62,23 | Non qualificati | Non qualificati | Non qualificati | 63,10  |
| 11      | Sverre Strandli     | 35  | Norvegia         | n     | 62,02 | 63,05 | Non qualificati | Non qualificati | Non qualificati | 63,05  |
| 12      | Muhammad Iqbal      | 33  | Pakistan         | 60,55 | 61,79 | 60,80 | Non qualificati | Non qualificati | Non qualificati | 61,79  |
| 13      | Noboru Okamoto      | 23  | Giappone         | n     | 60,08 | n     | Non qualificati | Non qualificati | Non qualificati | 60,08  |
| 14      | Albert Hall         | 26  | Stati Uniti      | 59,64 | n     | 59,76 | Non qualificati | Non qualificati | Non qualificati | 59,76  |
| 15      | Michael John Ellis  | 24  | Gran Bretagna    | n     | 54,22 | n     | Non qualificati | Non qualificati | Non qualificati | 54,22  |